# Baculazo
El término baculazo (de báculo, el bastón curvado símbolo de la autoridad del obispo como pastor) es un neologismo que se ha aplicado, por aquel que se siente perjudicado por ella, a la decisión que toma un obispo de la Iglesia católica cuando es considerada como abuso de autoridad.

## Historia
La referencia más antigua de su uso (la única según el CREA) corresponde a 1976, fecha de publicación de las memorias de Pedro Laín Entralgo.
También se ha aplicado a las declaraciones públicas de una autoridad eclesiástica, cuando el criticado por ella considera que excede del ámbito religioso. Habitualmente las afectadas suelen ser las autoridades civiles por medidas que las religiosas consideran que afectan a la moral, como ha ocurrido en algunos casos en España, Colombia y México, a finales del siglo XX y principios del siglo XXI, en relación con las leyes sobre el divorcio, el aborto, la enseñanza, el matrimonio entre personas del mismo sexo o la financiación de la Iglesia Católica, entre otros temas. La separación Iglesia-Estado no ha acabado con ese tipo de conflictos, que también existieron, en España, en el Antiguo Régimen (regalismo) y en el último franquismo (enfrentamientos con el obispo de Bilbao Antonio Añoveros o el de Madrid Vicente Enrique y Tarancón).
Paradójicamente, algunos que, en general, defienden la separación de los órdenes civil y religioso, emplean este término cuando un obispo toma una decisión estrictamente de su jurisdicción, como es abrir o cerrar una parroquia (véanse los ejemplos 1 y 2). Incluso algunos políticos en ejercicio se han manifestado contra esa decisión, invadiendo ilegítimamente la jurisdicción eclesiástica.
Respecto a los temas que afectan a la moral y a las costumbres, la jerarquía eclesiástica tiene derecho, y a veces obligación, de recordar a los católicos, la doctrina de la Iglesia en esas materias. Y también tiene el deber de recordar las penas que, en su caso, establece el Derecho Canónico en algunos casos extremos.
En cualquier caso, los obispos gozan del derecho a la libertad de expresión como todos los demás ciudadanos.
El principio de obediencia que es uno de los votos del clero regular, no se aplica al clero secular, donde lo que opera es la subordinación jerárquica (jerarquía eclesiástica). La capacidad de crítica de las decisiones es un asunto también delicado, existiendo la costumbre de exigir el silencio a los clérigos afectados por una decisión negativa, siendo muy conocidas las condenas eclesiásticas a los miembros de la teología de la liberación.
También afectan las decisiones eclesiásticas a los fieles seglares, y en este caso la capacidad de crítica no está sujeta por ningún vínculo orgánico más allá de la pertenencia a la Iglesia.

## Ejemplos de uso
- "¡Eso es un baculazo!", expresó Enrique de Castro, el cura rojo de Vallecas, cuando le comunicaron que el arzobispo de Madrid Antonio María Rouco Varela cerraba la parroquia de San Carlos Borromeo (barrio de Vallecas, Madrid).[2]
  - Sobre el mismo hecho, Josep Pernau titula "Baculazo" contra tres curas rojos,[3] aunque se equivoca al considerarlo una palabra nacida en ese momento, como se comprueba en las demás referencias.
- Baculazo Doloroso, titula el periodista Fernando Carrasco en ABC del 5-3-2007 para comentar la intervención del Arzobispo de Sevilla, Carlos Amigo Vallejo, en el asunto de la autorización o no de un paso de la Semana Santa sevillana[4]
- Eduardo Haro Tecglen también utilizó el término en su famosa columna Visto/Oído: (18 de junio de 2005) Cardenales en la manifa[5]
- Un baculazo episcopal a Carmen Romero, titula Antonio Burgos en El Mundo el 13 de febrero de 1996 (cuando ésta era diputada y su marido, Felipe González, presidente del gobierno)[6]
- Baculazo episcopal a los parlamentarios católicos, titula un foro el 21 de julio de 2004, durante el debate del matrimonio entre personas del mismo sexo.

- Procuraduría general de la República (México) Aurelio Ramos. "Una de dos: el Procurador Rafael Macedo de la Concha protege a baculazo limpio al cardenal Juan Sandoval Íñiguez –quien está acusado entre otros delitos de lavado de dinero..."[7]
- Nueva Batalla Contra la Unión Gay (Bogotá, Colombia) "A los políticos católicos, el Presidente del Episcopado les dio un "baculazo", ya que ellos "dejan la fe católica en la puerta" cuando entran al Congreso o al palacio presidencial."[8]